# ピーター・アーリンダー
ピーター・アーリンダー（Peter Erlinder、1948年 - ）はアメリカ合衆国イリノイ州シカゴ出身の弁護士であり、ミネソタ州のウィリアム・ミッチェル・ロースクール（法科大学院）教授である。専門は憲法的刑事法である。

## 人物
- ブラッドリー大学卒業後、トラック整備の家業を助けながら、法の博士号を取得。大学講師を経て、現在に至る。心的外傷後ストレス障害 (PTSD) の専門家である。
- ルワンダ国際戦犯法廷主任弁護人やアフガニスタン国際戦犯民衆法廷判事団裁判官を務めた。
- 2006年に元日本共産党の機関紙『赤旗』記者で翻訳を担当した妻の薄井雅子の共著で、えひめ丸事故を描いた『えひめ丸事件・語らざれる真実を追う』（新日本出版社）を出版した。
- 日本の自由法曹団と交流が深く、2001年には一橋大学法学部と早稲田大学比較法研究所で客員研究員として活躍していた。
- アメリカの進歩的弁護士団体「ナショナル・ロイヤルーズ・ギルド」元議長である。
- 2010年4月22日に逮捕されたルワンダの野党統一民主勢力（FDU）指導者ヴィクトワール・インガビレ[1]の弁護のためにルワンダに入国したが、5月28日にルワンダでは弁護士登録されていないとしてジェノサイド思想法違反の嫌疑で逮捕された[2]。

## 脚註
1. ↑  「ルワンダ、元与党党員ら野党形成活発化 大統領、反対勢力に強硬姿勢」サンケイビズ、2010年5月1日。
2. ↑  「ルワンダ共和国がC・ピーター・アーリンダー氏の逮捕について声明を発表」ビジネスワイヤ、2010年6月2日。